# Tiburzi
Tiburzi è un film del 1996 diretto da Paolo Benvenuti.

## Trama
Il brigante Domenico Tiburzi torna a Grosseto dopo un misterioso esilio durato cinque anni in Maremma, terra che ha saputo dominare. Il suo ritorno allarma le autorità di polizia che spediscono a Grosseto il capitano dei Carabinieri Michele Giacheri, esperto di lotta al brigantaggio. Ha così inizio una caccia all'uomo, appoggiata anche dai proprietari terrieri, che si conclude con l'uccisione del bandito nella notte tra il 23 e il 24 ottobre 1896.